# Uckange
Uckange là một xã trong vùng Grand Est, thuộc tỉnh Moselle, quận Thionville-Ouest, tổng Florange. Tọa độ địa lý của xã là 49° 18' vĩ độ bắc, 06° 09' kinh độ đông. Uckange nằm trên độ cao trung bình là 157 mét trên mực nước biển, có điểm thấp nhất là 150 mét và điểm cao nhất là 190 mét. Xã có diện tích 5,56 km², dân số vào thời điểm 1999 là 7905 người; mật độ dân số là 1421 người/km². Uckange nằm khoảng 10 km về phía nam của Thionville.

## Thông tin nhân khẩu
| 1962  | 1968   | 1975   | 1982  | 1990  | 1999  |
| ----- | ------ | ------ | ----- | ----- | ----- |
| 7 661 | 10 326 | 11 560 | 9 524 | 9 189 | 7 905 |